# Lionel Tollemache (3e comte de Dysart)
Pour les articles homonymes, voir Tollemache.
Lionel Tollemache, 3e comte de Dysart (30 janvier 1649 - 23 février 1727), titré Lord Huntingtower de 1651 à 1698, est un homme politique britannique conservateur.

## Biographie
Il est le fils de Lionel Tollemache, 3e Baronnet (décédé en 1669), et d'Elizabeth Maitland, 2e comtesse de Dysart (décédée en 1698). Il fait ses études au Queens 'College de Cambridge, et succède à son père comme baron à sa mort, mais hérite aussi de dettes qui lui donnent une habitude de frugalité qui n’a pas été perdue par la suite. En 1673, il se présente dans le Suffolk en tant que conservateur. Vaincu par Samuel Barnardiston (1er baronnet) (en), il fait falsifier le résultat par le shérif, William Soame, et siège au Parlement. Un comité électoral déclare élu Barnardiston qui a initialement obtenu 1 000 £ de dommages et intérêts dans une action devant le banc du roi, mais la décision est annulée par la chambre de la Cour de l'échiquier. Il est brièvement député pour Orford en 1679 dans le Parlement de l'Habeas Corpus. En 1685, il est à nouveau réélu pour cet arrondissement et devient portman d'Orford, poste qu'il occupe jusqu'en 1709 environ.
Il quitte de nouveau le Parlement lors de la chute de Jacques II. Cependant, il est réélu pour le Suffolk en 1698 et soutient généralement les principes conservateurs. Cette année-là, il succède à sa mère comme comte de Dysart. En 1702, il est nommé vice-amiral de Suffolk et devient (jusqu'en 1716) un freemen de Dunwich. En 1703, il est nommé Lord Lieutenant du Suffolk. Il est également nommé haut commissaire d'Ipswich cette année-là, poste qu'il occupe jusqu'à sa mort. En tant que Lord Lieutenant, il purge les ecclésiastiques modérés des offices de la lieutenance. Il est maire d'Orford pendant l'été de 1704. Son soutien au « virage » du projet de loi sur la conformité le conduit à être démis de ses postes de comté en 1705. Faisant campagne sur la base de son soutien au Tack, il est de nouveau réélu pour le Suffolk en 1705. En tant que pair écossais, il est contraint de quitter la Chambre des communes en raison de l'acte d'Union de 1707. La reine Anne lui offre une baronnie dans la Pairie de Grande-Bretagne lors de son accession au trône, mais décline l'offre.

## Famille
Le 30 septembre 1680, il épouse Grace Wilbraham, fille de Thomas Wilbraham, 3e baronnet. Ils ont cinq enfants :
- Lionel Tollemache, Lord Huntingtower (1682-1712)
- Elizabeth Tollemache (décédée le 6 août 1746), mariée à Robert Salusbury Cotton, 3e baronnet
- Catherine Tollemache (décédée le 17 janvier 1754), mariée à John Brydges (marquis de Carnarvon) (15 janvier 1703 - 8 avril 1727) le 1er septembre 1724
- Mary Tollemache (décédée le 2 décembre 1715)
- Grace Tollemache (décédée le 27 mai 1719)

Son fils unique est mort avant lui, en 1712, Dysart demeure conservateur et est considéré comme un possible jacobite jusqu'à sa mort en 1727. Son petit-fils, Lionel Tollemache (4e comte de Dysart), hérite de ses titres.